# Die Wohnungsnot
Die Wohnungsnot ist ein deutscher Filmsketch von Ernst Lubitsch aus dem Jahr 1920. Er zählt zu den verschollenen Filmen des Regisseurs. Die Premiere fand am 6. Februar 1920 in den Schauburg-Lichtspielen in Berlin statt.

## Inhalt
Die Handlung ist in zwei Akte unterteilt. Ossi Oswalda und Victor Janson stellen zwei Wohnungssuchende dar, während Marga Köhler eine Zimmervermieterin ist. Die Wohnungsnot behandelt dabei in Sketchform und „in scherzhafter Weise […] die wirkliche Wohnungskalamität“, wobei der „Tragik humoristische Seiten“ abgerungen werden. Lubitsch und Kräly verwendeten im Film einen Sketch, den sie speziell für Ossi Oswalda geschrieben hatten.

## Kritik
Die Wohnungsnot wurde zur Premiere als „heiterer Film-Sketch“ beworben. Die Kritik lobte die Natürlichkeit von Ossi Oswalda und Victor Janson und befand: „Das Publikum unterhielt sich löblich und spendete lebhaften Beifall.“